# جائزة أوروبا الكبرى 1985
جائزة أوروبا الكبرى 1985 (بالإنجليزية: 1985 European Grand Prix)‏ هو سباق فورمولا 1
أقيم بتاريخ 1985 في براندز هاتش، المملكة المتحدة، وأحد سباقات بطولة العالم لسباقات الفورمولا واحد موسم 1985، وكان أول المنطلقين آيرتون سينا.
فاز بالمركز الأول  نايجل مانسيل، وكان صاحب أسرع لفة جاك لافيت.